# Ichneumon personatus
Ichneumon personatus là một loài tò vò trong họ Ichneumonidae.